# Stéphane Haussoulier
Stéphane Haussoulier, né le 21 août 1968 à Saint-Valery-sur-Somme, est un homme politique français, membre des Républicains jusqu'en 2017, puis divers droite (UDF, UMP, LR (Les Républicains) puis macroniste).
Il est conseiller municipal de Saint-Valery-sur-Somme depuis 1989 et maire de la commune de 2001 à 2020. Il est également conseiller départemental de la Somme depuis 2015 élu dans canton d'Abbeville-2 et préside le conseil départemental de la Somme de 2020 à fin 2024. Il démissionne de la présidence du conseil départemental de la Somme après avoir été condamné à trois ans de prison avec sursis et trois ans d'inéligibilité pour détournement de fonds publics, escroquerie et blanchiment d'argent en décembre 2024.

## Biographie
Stéphane Haussoulier est élu conseiller municipal en 1989 et adjoint au maire un an plus tard, il devient maire de Saint-Valery-sur-Somme en 2001. Il est élu président de la communauté de communes de la Baie de Somme Sud de 1998 à 2017, puis premier vice-président de la communauté d'agglomération de la Baie de Somme depuis 2017 et réélu au même poste en 2020 à la suite des élections municipales et communautaires.
Il se présente une première fois aux élections cantonales de 2001 dans le canton de Saint-Valery-sur-Somme sous l'étiquette UDF mais il est battu par le candidat CPNT. Lors du renouvellement de 2008, il se présente à nouveau sous l'étiquette UMP. Arrivé deuxième mais largement devancé par le conseiller sortant, il se retire pour le deuxième tour.
En 2015, à l'occasion des élections départementales, il est élu conseiller départemental du canton d'Abbeville-2 avec Sabrina Holleville-Milhat sous l'étiquette UMP. Il devient alors deuxième vice-président du conseil départemental de la Somme chargé du développement territorial local et de la protection de l’environnement jusqu'en novembre 2020.
Il se rapproche du mouvement En Marche ! durant le printemps 2017 pour une possible investiture aux élections législatives, mais il refuse une rupture avec sa famille politique. Il quitte finalement Les Républicains en novembre 2017 à la suite de l'élection de Laurent Wauquiez à la présidence du parti.
Le 2 novembre 2020, il succède à Laurent Somon (devenu sénateur de la Somme) à la présidence du conseil départemental de la Somme. Il démissionne alors de ses fonctions de maire mais reste premier adjoint de Saint-Valery-sur-Somme.
Le 27 juin 2021, il est réélu avec Sabrina Holleville-Milhat conseiller départemental du canton d'Abbeville-2. Le 1er juillet 2021, il est réélu président du conseil départemental de la Somme.
Il a dès lors fixé plusieurs priorités pour le mandat 2021-2028, comme une meilleure inclusion des personnes en situation de handicap et l'amélioration de la sécurité routière dans la Somme.
Il s'est également positionné au niveau national contre le développement anarchique de l'éolien dans la Somme, actuellement premier département de France en termes d'installations et de production d'énergie éolienne, en faisant adopter un vœu demandant au gouvernement un moratoire immédiat sur de futures installations sur ce territoire.
Le 14 février 2022, alors qu'il est sans parti depuis 2017, il annonce soutenir Emmanuel Macron en vue de l'élection présidentielle et participe à l’élaboration du programme du futur candidat sur l’autonomie, le handicap et les solidarités, ce qui provoque le mécontentement des élus LR de sa majorité départementale, son prédécesseur Laurent Somon, resté conseiller départemental, la quittant en signe de protestation.
Le 14 juillet 2022, par décret du président de la République publié au Journal officiel, Stéphane Haussoulier est nommé au grade de chevalier de l'ordre national de la Légion d'honneur pour son engagement en faveur de l’inclusion des personnes en situation de handicap,.
Le 26 avril 2023, le président de la République confie à Stéphane Haussoulier une mission nationale sur l’enfance et le handicap, aux côtés de Lucie Carrasco,.

## Affaires judiciaires

### Relaxe dans le cadre d'une accusation de fraude et de favoritisme
En 2016, Stéphane Haussoulier, président du SDIS de la Somme, est soupçonné de fraude et de favoritisme pour la construction d'une caserne de pompiers. Il est placé en garde à vue et mis en examen, alors que le dossier serait « vide », selon son avocat, et qu'un règlement de comptes judiciaire à son encontre est évoqué par son entourage,. Il est relaxé en 2019.

### Condamnation pour diffamation
Le 23 juillet 2024, Stéphane Haussoulier, ayant « humilié » publiquement l'une des salariées du Conseil départemental de la Somme, est condamné pour diffamation,.

### Condamnation pour détournement de fonds publics
Un courrier adressé en mars 2022 au procureur de la République d'Amiens par l’ancien président du département, Laurent Somon, dénonce des faits concernant la période 2015/2020, alors que Stéphane Haussoulier était son vice-président, et déclenche une enquête préliminaire, des perquisitions, une garde à vue et un contrôle judiciaire,.
En octobre 2024, Stéphane Haussoulier est jugé pour détournement de fonds publics, abus de confiance, escroquerie et blanchiment. Il est notamment accusé d'avoir bénéficié de remboursements doubles, et parfois triples, de notes de frais de déplacements et de frais de bouche,. Les faits reprochés s'étalent entre 2016 et 2023. Il est par ailleurs accusé d'avoir utilisé les cartes bleues mises à sa disposition dans le cadre de ses fonctions, pour régler des achats divers, sans rapport avec elles (soins en spa, soirées en cabarets et clubs de strip-tease), et pour retirer de grosses sommes d’argent. Toutes les collectivités et entreprises concernées se sont portées parties civiles, sauf la commune de Saint-Valery-sur-Somme. Le préjudice total est évalué à près de 370 000 €. Le parquet requiert deux ans de prison avec sursis ainsi que 60 000 € d’amende et trois ans d'inéligibilité avec exécution provisoire,,. Stéphane Haussoulier plaide le complot et la maladresse, les fautes « n'étant pas intentionnelles », selon lui ,.
Le 3 décembre 2024, le président du département de la Somme est reconnu coupable et condamné à trois ans de prison avec sursis, à 30 000 € d’amende, au remboursement des sommes détournées et à trois ans d’inéligibilité, sans l'exécution provisoire requise. Des élus appellent à sa démission,, dont son prédécesseur, le sénateur Laurent Somon, de même que France Fongueuse, Isabelle de Waziers, Sabrina Holleville-Milhat et Olivier Jardé, ces deniers démissionnant de leur poste au sein du Conseil départemental, en signe de désaveu,.
Le 6 décembre 2024, quatorze élus de sa majorité lui demandent de se retirer de la présidence du Conseil départemental de la Somme, ce qu'il fait le même jour. Il est d'autre part « mis en retrait de ses responsabilités  financières », dans la commune dont il fut le maire avant d'en être le premier adjoint.
Stéphane Haussoulier fait appel de la décision judiciaire, le procès est prévu pour le 5 novembre 2025 au tribunal d'Amiens.

### Accusations de favoritisme
Le 12 décembre 2024, le conseil départemental de la Somme est perquisitionné dans le cadre d'une enquête pour favoritisme qui porte sur des travaux d’aménagement réalisés au sein de l’hôtel de Forceville, résidence du président du Département,.

### Occupation illégitime d'un logement social
Stéphane Haussoulier bénéficie depuis 1998 d'un logement social à Paris qu'il n'occupe que de façon épisodique et loue 740 euros par mois, charges comprises, alors que ce logement aurait dû être habité comme résidence principale. Il déclare n'avoir « jamais été informé » que son logement était devenu conventionné. La régie immobilière de la ville de Paris annonce engager une procédure de résiliation de bail et une assignation à comparaitre le 28 mai 2025 au tribunal judiciaire de Paris,. La RIVP réclame à Stéphane Haussoulier une indemnité d’occupation majorée ainsi que des dommages et intérêts pour préjudice moral.

## Distinctions

### Décorations
- Chevalier de la Légion d'honneur (2022)[52]
- Médaille de la sécurité intérieure, or avec agrafe « Sécurité civile » (2024)[53]

## Synthèse des mandats et fonctions

### Actuels
- Depuis le 2 novembre 2020 : président du conseil départemental de la Somme (réélu le 1er juillet 2021)
- Depuis le 2 avril 2015 : conseiller départemental du canton d'Abbeville-2
- Depuis le 9 novembre 2020 : premier adjoint au maire de Saint-Valery-sur-Somme

### Anciens
- 2001-2020 : Maire de Saint-Valery-sur-Somme
- 1998-2017 : Président de la communauté de communes Baie de Somme Sud